# پرویز پزشکی
پرویز پزشکی (متولد ۲۱ مارس ۱۹۷۹ در شهرستان میانه) بازیکن والیبال اهل ایران است. وی از سال ۲۰۰۷ تا ۲۰۱۲ عضو تیم پیکان استان تهران بود و بعد از آن به تیم شهرداری ورامین رفت و بعد از چند سال تلاش توانست با این تیم به لیگ باشگاه های آسیا برود و تیم خود را به مقام اول رساند و خود به عنوان بهترین پاسور آسیا در سال ۲۰۱۸ ( ۹۷ ) شناخته شد و بعد از آن به تیم سپاهان رفت و در سال ۹۹ با این تیم به مقام سومی در کشور رسید .